# İsmet Yumakoğulları
İsmet Yumakoğulları (* 16. Mai 1995 in Antalya) ist ein türkischer Fußballtorhüter.

## Karriere
Yumakoğulları wurde 2011 in der Jugend von Fenerbahçe Istanbul ausgebildet und bestritt in der Saison 2013/14 der A-Junioren 14 Spiele für die A-Jugend. Für die U-21 hütete er achtmal das Tor, 2014 bekam er einen Profivertrag. 2015 wurde er an Tavşanlı Linyitspor verliehen. Sein Debüt als Profi gab er am 25. Januar 2015 bei einem Ligaspiel gegen Hacettepe SK, das Spiel verlor Tavşanlı mit 3:2.